# 皇家金杯

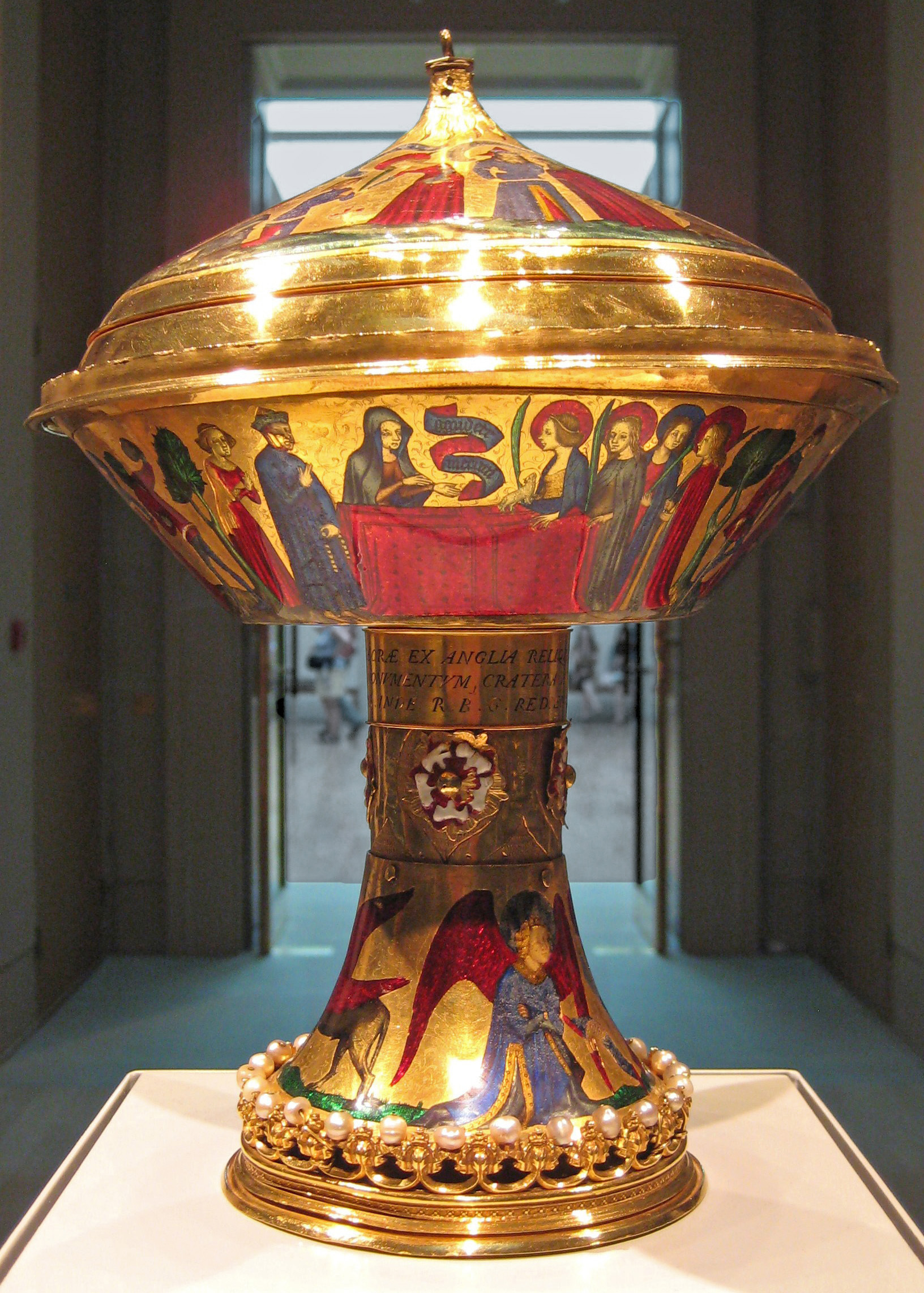
皇家金杯， 23.6 cm 高， 最宽处17.8 cm， ，重1.935 公斤。现藏于大英博物馆中。 Saint Agnes appears to her friends in a vision.

皇家金杯或称圣艾格尼丝杯，是一个镀金的杯，装饰有华丽的珐琅与珍珠。它的来源可追溯至14世纪末期，为法国皇室而制作。后来金杯又被几个英国君主所拥有，之后在西班牙待了300年。 皇家金杯自1892年以来藏于大英博物馆，通常在40号房间展览。一般认为它是中世纪晚期法国地区现存的杰出的艺术品例子。 它被描述为"国际哥特时期一件存活下来的皇家珍品"。纽约大都会艺术博物馆前主管Thomas Hoving评价称：“在所有流传下来的王室珠宝和金器中，这是最引人注目的，它还包括伟大的皇家珍宝。”